# Großer Preis von Ungarn 1998
Der Große Preis von Ungarn 1998 (offiziell XIV Marlboro Magyar Nagydíj) fand am 16. August auf dem Hungaroring in Budapest statt und war das zwölfte Rennen der Formel-1-Weltmeisterschaft 1998.

## Bericht

### Hintergrund
Nach dem Großen Preis von Deutschland führte Mika Häkkinen in der Fahrerwertung mit 16 Punkten vor Michael Schumacher und mit 34 Punkten vor David Coulthard. In der Konstrukteurswertung führte McLaren-Mercedes mit 26 Punkten vor Ferrari und mit 86 Punkten vor Benetton-Playlife.
Mit Jacques Villeneuve, Damon Hill (jeweils zweimal) und Michael Schumacher (einmal) traten drei ehemalige Sieger zu diesem Grand Prix an.

### Training

#### Freitagstraining
Coulthard fuhr mit 1:19,989 Minuten die schnellste Runde vor Häkkinen, dahinter folgten Michael Schumacher, Villeneuve, Eddie Irvine und Hill. Alle Fahrer waren innerhalb von sechs Sekunden platziert.

#### Samstagstraining
Erneut war ein McLaren Schnellster, diesmal mit Häkkinen vor Coulthard in einer Zeit von 1:17,337 Minuten. Dahinter folgte auf dem dritten Platz Michael Schumacher, der mit einer Zeit von 1:18,588 Minuten rund eineinhalb Sekunden hinter Häkkinen lag. Alle Fahrer lagen innerhalb von sechs Sekunden platziert.

### Qualifying
Die Pole-Position erzielte Häkkinen mit einer Zeit von 1:16,973 Minuten, der einzige Fahrer mit einer Zeit unter 1:17 Minuten. Dahinter folgten Michael Schumacher, Hill und Irvine. Alle Fahrer waren innerhalb von sechs Sekunden platziert. Ricardo Rosset im Tyrrell scheiterte an der 107-Prozent-Regel und wurde somit nicht zum Rennen zugelassen.

### Warm-Up
Häkkinen erzielte auch im Warm-Up die schnellste Rundenzeit mit 1:18,694 Minuten, beinahe eine Sekunde vor seinem Teamkollegen Coulthard. Dahinter folgten Heinz-Harald Frentzen, beide Schumacher-Brüder sowie Villeneuve. Alle Fahrer lagen innerhalb von fünf Sekunden.

### Rennen
Beide McLaren starteten gut in das Rennen, dahinter folgten Michael Schumacher und Irvine, der Hill überholen konnte. In Runde 13 schieden Irvine und Esteban Tuero wegen elektrischen Versagens beziehungsweise Getriebeproblemen aus dem Rennen aus. In Runde 43 änderte Ross Brawn seine Strategie und wechselte auf eine Dreistoppstrategie. Dadurch wurde Michael Schumacher mit wenig Treibstoff auf die Strecke geschickt und kam vor Coulthard aus der Boxengasse. Mit freier Bahn vor sich fuhr er schnellste Rundenzeiten hintereinander und schloss auf den Führenden Häkkinen auf. In Runde 46 schließlich überholte Michael Schumacher den Führenden und setzte sich von ihm ab. In Runde 62 stoppte Michael Schumacher das letzte Mal und blieb in Führung. Begünstigt wurde die Situation für Michael Schumacher dadurch, dass Häkkinen an Problemen mit den Stoßdämpfern litt, die ihn auf den sechsten Platz zurückwarfen, während sein Konkurrent um die Weltmeisterschaft das Rennen gewann.
Das Podium komplettierten Coulthard und Villeneuve. Hill wurde erneut Vierter, Frentzen Fünfter und Häkkinen Sechster.
Die schnellste Runde sicherte sich Michael Schumacher mit 1:19,286 Minuten.
Sowohl in der Fahrer- als auch in der Konstrukteurswertung blieben die ersten drei Positionen unverändert. Michael Schumacher konnte allerdings den Rückstand auf Häkkinen drastisch verkürzen.
In der letzten Runde kam es zu einem Eklat, da die Fans viel zu früh auf die Strecke gelassen wurden. Im Oktober 1998 wurden die Streckenbetreiber zu einer Geldstrafe von 1 Million US-Dollar verurteilt, davon allerdings 750.000 US-Dollar auf Bewährung. Da nach zwei Jahren keine ähnlichen Vorfälle passiert waren, wurde die Geldstrafe auf 250.000 US-Dollar reduziert.

## Meldeliste
| Team                         | Nr. | Fahrer                | Chassis        | Motor                   | Reifen |
| ---------------------------- | --- | --------------------- | -------------- | ----------------------- | ------ |
| Winfield Williams            | 01  | Jacques Villeneuve    | Williams FW20  | Mecachrome 3.0 V10      | G      |
| Winfield Williams            | 02  | Heinz-Harald Frentzen | Williams FW20  | Mecachrome 3.0 V10      | G      |
| Scuderia Ferrari Marlboro    | 03  | Michael Schumacher    | Ferrari F300   | Ferrari 3.0 V10         | G      |
| Scuderia Ferrari Marlboro    | 04  | Eddie Irvine          | Ferrari F300   | Ferrari 3.0 V10         | G      |
| Mild Seven Benetton Playlife | 05  | Giancarlo Fisichella  | Benetton B198  | Playlife 3.0 V10        | B      |
| Mild Seven Benetton Playlife | 06  | Alexander Wurz        | Benetton B198  | Playlife 3.0 V10        | B      |
| West McLaren Mercedes        | 07  | David Coulthard       | McLaren MP4/13 | Mercedes-Benz 3.0 V10   | B      |
| West McLaren Mercedes        | 08  | Mika Häkkinen         | McLaren MP4/13 | Mercedes-Benz 3.0 V10   | B      |
| Benson & Hedges Jordan       | 09  | Damon Hill            | Jordan 197     | Mugen-Honda 3.0 V10     | G      |
| Benson & Hedges Jordan       | 10  | Ralf Schumacher       | Jordan 197     | Mugen-Honda 3.0 V10     | G      |
| Gauloises Prost Peugeot      | 11  | Olivier Panis         | Prost AP01     | Peugeot 3.0 V10         | B      |
| Gauloises Prost Peugeot      | 12  | Jarno Trulli          | Prost AP01     | Peugeot 3.0 V10         | B      |
| Red Bull Sauber Petronas     | 14  | Jean Alesi            | Sauber C17     | Petronas 3.0 V10        | G      |
| Red Bull Sauber Petronas     | 15  | Johnny Herbert        | Sauber C17     | Petronas 3.0 V10        | G      |
| Danka Zepter Arrows          | 16  | Pedro Diniz           | Arrows A19     | Arrows 3.0 V10          | B      |
| Danka Zepter Arrows          | 17  | Mika Salo             | Arrows A19     | Arrows 3.0 V10          | B      |
| Stewart Ford                 | 18  | Rubens Barrichello    | Stewart SF2    | Ford Zetec-R 3.0 V10    | B      |
| Stewart Ford                 | 19  | Jos Verstappen        | Stewart SF2    | Ford Zetec-R 3.0 V10    | B      |
| Tyrrell                      | 20  | Ricardo Rosset        | Tyrrell 026    | Ford Zetec-R/97 3.0 V10 | G      |
| Tyrrell                      | 21  | Toranosuke Takagi     | Tyrrell 026    | Ford Zetec-R/97 3.0 V10 | G      |
| Fondmetal Minardi Team       | 22  | Shinji Nakano         | Minardi M198   | Ford Zetec-R/97 3.0 V10 | B      |
| Fondmetal Minardi Team       | 23  | Esteban Tuero         | Minardi M198   | Ford Zetec-R/97 3.0 V10 | B      |

## Klassifikation

### Qualifying
| Pos.                                                                       | Fahrer                | Konstrukteur        | Zeit     | Start |
| -------------------------------------------------------------------------- | --------------------- | ------------------- | -------- | ----- |
| 01                                                                         | Mika Häkkinen         | McLaren-Mercedes    | 1:16,973 | 01    |
| 02                                                                         | David Coulthard       | McLaren-Mercedes    | 1:17,131 | 02    |
| 03                                                                         | Michael Schumacher    | Ferrari             | 1:17,366 | 03    |
| 04                                                                         | Damon Hill            | Jordan-Mugen-Honda  | 1:18,214 | 04    |
| 05                                                                         | Eddie Irvine          | Ferrari             | 1:18,325 | 05    |
| 06                                                                         | Jacques Villeneuve    | Williams-Mecachrome | 1:18,337 | 06    |
| 07                                                                         | Heinz-Harald Frentzen | Williams-Mecachrome | 1:19,029 | 07    |
| 08                                                                         | Giancarlo Fisichella  | Benetton-Playlife   | 1:19,050 | 08    |
| 09                                                                         | Alexander Wurz        | Benetton-Playlife   | 1:19,063 | 09    |
| 10                                                                         | Ralf Schumacher       | Jordan-Mugen-Honda  | 1:19,171 | 10    |
| 11                                                                         | Jean Alesi            | Sauber-Petronas     | 1:19,210 | 11    |
| 12                                                                         | Pedro Diniz           | Arrows              | 1:19,706 | 12    |
| 13                                                                         | Mika Salo             | Arrows              | 1:19,712 | 13    |
| 14                                                                         | Rubens Barrichello    | Stewart-Ford        | 1:19,876 | 14    |
| 15                                                                         | Johnny Herbert        | Sauber-Petronas     | 1:19,878 | 15    |
| 16                                                                         | Jarno Trulli          | Prost-Peugeot       | 1:20,042 | 16    |
| 17                                                                         | Jos Verstappen        | Stewart-Ford        | 1:20,198 | 17    |
| 18                                                                         | Toranosuke Takagi     | Tyrrell-Ford        | 1:20,354 | 18    |
| 19                                                                         | Shinji Nakano         | Minardi-Ford        | 1:20,635 | 19    |
| 20                                                                         | Olivier Panis         | Prost-Peugeot       | 1:20,663 | 20    |
| 21                                                                         | Esteban Tuero         | Minardi-Ford        | 1:21,725 | 21    |
| 107-Prozent-Zeit: 1:22,361 min (bezogen auf die Bestzeit von 1:16,973 min) |                       |                     |          |       |
| DNQ                                                                        | Ricardo Rosset        | Tyrrell-Ford        | 1:23,140 | –     |

### Rennen
| Pos. | Fahrer                | Konstrukteur        | Runden | Stopps | Zeit        | Start | Schnellste Runde |
| ---- | --------------------- | ------------------- | ------ | ------ | ----------- | ----- | ---------------- |
| 01   | Michael Schumacher    | Ferrari             | 77     | 3      | 1:45:25,550 | 03    | 1:19,286 (60.)   |
| 02   | David Coulthard       | McLaren-Mercedes    | 77     | 2      | + 9,433     | 02    | 1:20,546 (28.)   |
| 03   | Jacques Villeneuve    | Williams-Mecachrome | 77     | 2      | + 44,444    | 06    | 1:20,078 (57.)   |
| 04   | Damon Hill            | Jordan-Mugen-Honda  | 77     | 2      | + 55,076    | 04    | 1:20,680 (75.)   |
| 05   | Heinz-Harald Frentzen | Williams-Mecachrome | 77     | 2      | + 56,510    | 07    | 1:20,356 (57.)   |
| 06   | Mika Häkkinen         | McLaren-Mercedes    | 76     | 2      | + 1 Runde   | 01    | 1:20,545 (30.)   |
| 07   | Jean Alesi            | Sauber-Petronas     | 76     | 2      | + 1 Runde   | 11    | 1:21,439 (35.)   |
| 08   | Giancarlo Fisichella  | Benetton-Playlife   | 76     | 2      | + 1 Runde   | 08    | 1:21,060 (48.)   |
| 09   | Ralf Schumacher       | Jordan-Mugen-Honda  | 76     | 2      | + 1 Runde   | 10    | 1:20,875 (71.)   |
| 10   | Johnny Herbert        | Sauber-Petronas     | 76     | 2      | + 1 Runde   | 15    | 1:21,329 (37.)   |
| 11   | Pedro Diniz           | Arrows              | 74     | 2      | + 3 Runden  | 12    | 1:23,429 (43.)   |
| 12   | Olivier Panis         | Prost-Peugeot       | 74     | 2      | + 3 Runden  | 20    | 1:22,538 (17.)   |
| 13   | Jos Verstappen        | Stewart-Ford        | 74     | 2      | + 3 Runden  | 17    | 1:23,644 (48.)   |
| 14   | Toranosuke Takagi     | Tyrrell-Ford        | 74     | 2      | + 3 Runden  | 18    | 1:22,495 (48.)   |
| 15   | Shinji Nakano         | Minardi-Ford        | 74     | 2      | + 3 Runden  | 19    | 1:23,573 (50.)   |
| –    | Alexander Wurz        | Benetton-Playlife   | 69     | 2      | DNF         | 09    | 1:21,479 (48.)   |
| –    | Rubens Barrichello    | Stewart-Ford        | 64     | 2      | DNF         | 14    | 1:23,294 (50.)   |
| –    | Jarno Trulli          | Prost-Peugeot       | 28     | 1      | DNF         | 16    | 1:23,318 (25.)   |
| –    | Mika Salo             | Arrows              | 18     | 0      | DNF         | 13    | 1:23,716 (18.)   |
| –    | Eddie Irvine          | Ferrari             | 13     | 0      | DNF         | 05    | 1:20,584 (11.)   |
| –    | Esteban Tuero         | Minardi-Ford        | 13     | 0      | DNF         | 21    | 1:25,450 (07.)   |

## WM-Stände nach dem Rennen
Die ersten sechs des Rennens bekamen 10, 6, 4, 3, 2 bzw. 1 Punkt(e).

### Fahrerwertung
| Pos. | Fahrer                | Konstrukteur        | Punkte |
| ---- | --------------------- | ------------------- | ------ |
| 01   | Mika Häkkinen         | McLaren-Mercedes    | 77     |
| 02   | Michael Schumacher    | Ferrari             | 70     |
| 03   | David Coulthard       | McLaren-Mercedes    | 48     |
| 04   | Eddie Irvine          | Ferrari             | 32     |
| 05   | Jacques Villeneuve    | Williams-Mecachrome | 20     |
| 06   | Alexander Wurz        | Benetton-Playlife   | 17     |
| 07   | Giancarlo Fisichella  | Benetton-Playlife   | 15     |
| 08   | Heinz-Harald Frentzen | Williams-Mecachrome | 10     |
| 09   | Damon Hill            | Jordan-Mugen-Honda  | 6      |
| 10   | Rubens Barrichello    | Stewart-Ford        | 4      |
| 11   | Ralf Schumacher       | Jordan-Mugen-Honda  | 4      |
| 12   | Mika Salo             | Arrows              | 3      |

| Pos. | Fahrer            | Konstrukteur    | Punkte |
| ---- | ----------------- | --------------- | ------ |
| 13   | Jean Alesi        | Sauber-Petronas | 3      |
| 14   | Johnny Herbert    | Sauber-Petronas | 1      |
| 15   | Pedro Diniz       | Arrows          | 1      |
| 16   | Jan Magnussen     | Stewart-Ford    | 1      |
| 22   | Shinji Nakano     | Minardi-Ford    | 0      |
| 19   | Ricardo Rosset    | Tyrrell-Ford    | 0      |
| 21   | Esteban Tuero     | Minardi-Ford    | 0      |
| 17   | Olivier Panis     | Prost-Peugeot   | 0      |
| 23   | Toranosuke Takagi | Tyrrell-Ford    | 0      |
| 18   | Jarno Trulli      | Prost-Peugeot   | 0      |
| 20   | Jos Verstappen    | Stewart-Ford    | 0      |

### Konstrukteurswertung
| Pos. | Konstrukteur        | Punkte |
| ---- | ------------------- | ------ |
| 01   | McLaren-Mercedes    | 125    |
| 02   | Ferrari             | 102    |
| 03   | Benetton-Playlife   | 32     |
| 04   | Williams-Mecachrome | 30     |
| 05   | Jordan-Mugen-Honda  | 10     |
| 06   | Stewart-Ford        | 5      |

| Pos. | Konstrukteur    | Punkte |
| ---- | --------------- | ------ |
| 07   | Sauber-Petronas | 4      |
| 08   | Arrows          | 4      |
| 09   | Minardi-Ford    | 0      |
| 10   | Tyrrell-Ford    | 0      |
| 11   | Prost-Peugeot   | 0      |